# معاملة المثليين في بلجيكا
تتصف حقوق المثليات والمثليين ومزدوجي الميول الجنسية والمتحولين جنسياً (اختصاراً: LGBT) في بلجيكا بأنها من بين الأكثر تقدما في أوروبا وفي العالم. تم تشريع النشاط الجنسي المثلي في عام 1795، مع تساوي سن الرضا، باستثناء الفترة مابين 1965 حتى 1985. وبعد منح منافع الشراكة المنزلية للشركاء المثليين عام 2000، أصبحت بلجيكا ثاني بلد في العالم يشرع زواج المثليين في عام 2003. تم تشريع تبني المثليين للأطفال بالكامل في عام 2006 وتساوى ذلك مع تبني الأزواج المغايرة. يمكن للزوجات المثليات الحصول على تلقيح صناعي كذلك. تم سن تدابير الحماية من التمييز القائمة على أساس التوجه الجنسي في التوظيف والسكن والإقامة العامة والخاصة في عام 2003 وعلى الهوية والتعبير الجندريان في عام 2014. وقد سُمح للمتحولين جنسياً بتغيير جنسهم القانوني منذ عام 2007، وإن كان ذلك بعد الخضوع للتعقيم ولفحوص طبية معينة، أُلغيت في عام 2018.
كثيرا ما يشار إلى بلجيكا رسميا باعتبارها واحدة من أكثر الدول الصديقة للمثليين جنسيا في العالم، مع إشارة استطلاعات الرأي الأخيرة إلى أن غالبية البلجيكيين يدعمون زواج المثليين وتبنيهم للأطفال. رئيس وزراء بلجيكا السابق، إليو دي روبو، هو رجل مثلي الجنس علنا، كان واحدا من عدد قليل من رؤساء حكومات الدول في العالم الذي يعرف نفسه بأنه من مجتمع المثليين. كما أن باسكال سميت، وزير التعليم الفلمنكي السابق (في حكومة كريس بيترس الثانية) ووزير الحركة والأشغال العامة الحالي في إقليم بروكسل العاصمة، هو أيضاً مثلي الجنس.

## قانونية النشاط الجنسي المثلي
أصبح النشاط الجنسي من نفس الجنس قانونيًا منذ عام 1795 (عندما كانت الدولة تحت السلطة الفرنسية). تحدد المادة 372 من قانون العقوبات سن الرشد على 16، بغض النظر عن التوجه الجنسي و/أو الجندر. وزاد هذا لفترة وجيزة إلى 18 سنة للنشاط الجنسي المثلي بين عامي 1965 و 1985 من خلال إضافة المادة 372 مكرر إلى القانون الجنائي وإلغائها لاحقا. تم إدراجه بتعديل قدمه النائب فريدي تيروان على قانون 8 أبريل 1965 بشأن حماية الشباب. وقد وافق مجلس النواب في 13 مايو/أيار 1983 على مشروع قانون قدمه النائب «لوك فان دين بوشي» في يونيو/حزيران 1982 لإلغاء المادة. وقد وافق مجلس الشيوخ على إلغاء المادة 372 مكرر بموجب قانون 18 حزيران/يونيو 1985.

## الاعتراف القانوني بالعلاقات المثلية
أصبحت بلجيكا البلد الثاني الذي يسمح بزواج المثليين في عام 2003 بعد هولندا. ولدى الأزواج المثليين نفس الحقوق التي يتمتع بها الأزواج المغايرون.

## التبني وتنظيم الأسرة
أصبح للأزواج المثليين نفس الحقوق مثل الأزواج المغايرة في تبني الأطفال منذ عام 2006. بالإضافة إلى ذلك، يمكن للزوجات المثليات الحصول على التلقيح الاصطناعي كذلك.
كان حينها لا يزال هناك عدم مساواة قانونية مقارنة بالأزواج المغايرين فيما يتعلق بالأطفال: يُعترف بزوج الأم البيولوجية قانونياً بالأب (بموجب المادة 135 من القانون المدني)، ولكن هذا لم يكن الحال في زوجين مثليين لزوجة الام. لكي يتم الاعتراف بها كأم مشتركة، كان عليها أن تكمل إجراءات التبني. وهذا ما يمثل غالبية حالات التبني في بلجيكا. وعدت حكومة إليو دي روبو بحل هذه المشكلة، وفي عام 2014، حيث أن هولندا قد مررت مؤخرا تشريعات مماثلة، ضغطت منظمات الدفاع عن حقوق المثليين على الحكومة من أجل الوفاء بوعودها. في وقت لاحق، عمل المشرعون للاتفاق على حل. تمت الموافقة على مشروع قانون لهذا الغرض من قبل مجلس الشيوخ في 3 أبريل 2014 في تصويت صوتا لصالحه مقابل صوتين اثنين ضده مع امتناع واحد عن التصويت (48-2-1)، ومن قبل مجلس النواب في 23 أبريل في تصويت 114 صوتا لصالحه مقابل 10 أصوات ضده مع امتناع واحد عن التصويت (114-10-1). حصل مشروع القانون على الموافقة الملكية في 5 مايو 2014 ودخل حيز التنفيذ في 1 يناير 2015.
بشكل عام، يتم تنظيم قانون التبني على المستوى الفيدرالي، في حين يتم إدارة إجراءات التبني من قبل الحكومات المجتمعية. بين عامي 2006 و 2014، تبني 56 من الأزواج المثليين وزوجتان مثليتين من الإناث على الصعيد المحلي أطفالا في [[مجتمع فلمنكي|المجتمع الفلمنكي. وفي نفس الفترة، تم تبني 12 طفلاً محليًا في المجتمع الوالوني، مما جعل مجموع عمليات التبني 70 عملية تبني محلية في بلجيكا في تلك الفترة.

## الهوية الجندرية والتعبير عنها
يمنح قانون عام 2007 المتعلق بالتحول الجنسي البلجيكيين الحق في تغيير جنسهم القانوني، بشرط أن يكون لدى الشخص "قناعة داخلية ثابتة لا رجعة فيها" بأنه ينتمي فيها إلى الجنس المعاكس لتلك المذكورة في شهادة الميلاد "وأن" يتم تكييف الجسم الفيزيائي للشخص إلى الجنس الآخر قدر الإمكان ويكون ذلك مبررا من وجهة نظر طبية". هذا يعني وجوب التعقيم.
في الفترة ما بين 2002 و 2012، كان هناك متوسط سنوي لـ 31 رجلاً و 14 امرأة يغيرون جنسهم القانوني رسمياً، مع زيادة منذ دخل قانون 2007 حيز التنفيذ. قبل قانون عام 2007، كان تغيير الجنس قانونيا ممكنًا فقط من خلال حكم المحكمة.
العديد من المستشفيات البلجيكية، كمستشفى جامعة غينت، معروفة بتخصصها في جراحة إعادة تحديد الجنس. العديد من المتحولين جنسياً الفرنسيين يذهبون إلى هناك بسبب عدم قبول المستشفيات في فرنسا لذلك.
في يناير 2015، أعلنت حكومة شارل ميشيل عن خطط لتعديل قانون 2007 من أجل إزالة المتطلبات الطبية لتغيير الجنس القانوني. تمت الموافقة على مشروع القانون من قبل مجلس الوزراء في 9 ديسمبر 2016، وسوف يدخل حيز التنفيذ في 2018.
تم تقديم مشروع القانون إلى مجلس النواب البلجيكي في 4 أبريل 2017 وتمت الموافقة عليه في 24 مايو 2017. وقع عليه الملك فيليب في 25 يونيو ونشر في الجريدة الرسمية في 10 يوليو. دخل القانون حيز التنفيذ في اليوم الأول من الشهر السادس بعد النشر (أي 1 يناير 2018). من أجل تغيير الجنس القانوني، يجب على الشخص البالغ تقديم طلب مع بيان أن جنسهم القانوني لا يتوافق مع هويتهم الجنسية. لاوجوب لأي عملية جراحية أو غيرها من العلاجات الطبية أو النفسي أو الأراء. بعد تقديم الطلب، سيتم إبلاغ الشخص المتقدم بالطلب عن النتائج القانونية للتغيير المطلوب. يجب على مقدم الطلب تجديد نيته لتغيير الجنس القانوني في غضون ثلاثة أشهر من الطلب وإعلانه بأنه على علم بالنتائج القانونية للتغيير. يمكن للقاصرين الذين تتراوح أعمارهم بين 12 و 16 سنة تغيير اسمهم الأول، ولكن ليس الجنس.

## الحماية من التمييز وجرائم الكراهية

خريطة بلجيكا مع علم فخر المثليين

يتضمن قانون مكافحة التمييز الصادر في 25 شباط/فبراير 2003 حماية من التمييز على أساس الجنس والتوجه الجنسي. تم استبدال القانون بقانون مماثل في عام 2007.
كما تنص قوانين مكافحة التمييز لعامي 2003 و 2007 على تعزيز العقوبة على جرائم الكراهية التي ارتكبت على أساس، من بين أمور أخرى، الجنس والتوجه الجنسي.
وفي 29 تشرين الثاني/نوفمبر 2013، وافقت الحكومة الاتحادية على توسيع قانون مكافحة التمييز ليشمل الهوية الجندرية والتعبير عن نوع الجنس. تمت الموافقة عليه من قبل البرلمان الاتحادي وحصل على الموافقة الملكية في 22 مايو 2014.
في 22 ديسمبر 2014، وجدت هيئة المحلفين في محكمة أسيز في لياج أن أربعة أشخاص مذنبين بارتكاب جريمة قتل إحسان جرفي، ببافع رهاب المثلية. كانت هذه هي الحالة الأولى في بلجيكا التي تم فيها اعتبار الجريمة رسميًا بدافع الكراهية على أساس الميول الجنسية.

## الخدمة العسكرية
لا يحظر المثليون والمثليات ومزدوجو التوجه الجنسي والمتحولون جنسيا من الخدمة العسكرية.

## التبرع بالدم
منذ عام 2017، سمح للرجال الذين يمارسون الجنس مع الرجال بالتبرع بالدم، إلا بعد فترة تأجيلية من عدم ممارسة الجنس لمدة 12 شهرًا على الأقل.
يشترك كل من الأحزاب السياسية وممثلي الصحة وجمعيات المثليين في الجدل حول تبرع المثليين بالدم، والتي تعتبر قضية سياسية.
في عام 2016، وعدت وزيرة الصحة ماليبنث جي دي بلوك بإعادة تقييم القانون باستخدام أحدث الاكتشافات العلمية. أعلنت الوزيرة في نوفمبر 2016 عن تغيير السياسة في عام 2017، مما يتيح للرجال المثليين التبرع بالدم إذا لم يمارسوا الجنس لمدة 12 شهرًا على الأقل. وافق مجلس الوزراء في 28 أبريل 2017 على مشروع قانون يغير شروط التبرع بالدم، مما يسمح للرجل بالتبرع بالدم إذا لم يمارس الجنس مع رجال آخرين لمدة 12 شهرًا على الأقل.

## ظروف الحياة
عادة ما يكون الأشخاص من المثليين والمثليات ومزدوجي التوجه الجنسي والمتحولين جنسيا مقبولين اجتماعياً بشدة في بلجيكا. هناك حضور قوي لمجتمع المثليين، مع العديد من النوادي المثليين. أظهر استطلاع أجراه الاتحاد الأوروبي عام 2006 أن 62% من البلجيكيين يدعمون تشريع زواج المثليين في كامل أوروبا. ووجد استطلاع يوروباروميتر عام 2015 أن 77% من البلجيكيين يعتقدون أنه يجب تشريع زواج المثليين في جميع أنحاء أوروبا، وكان 20% ضد ذلك.

### السياسة

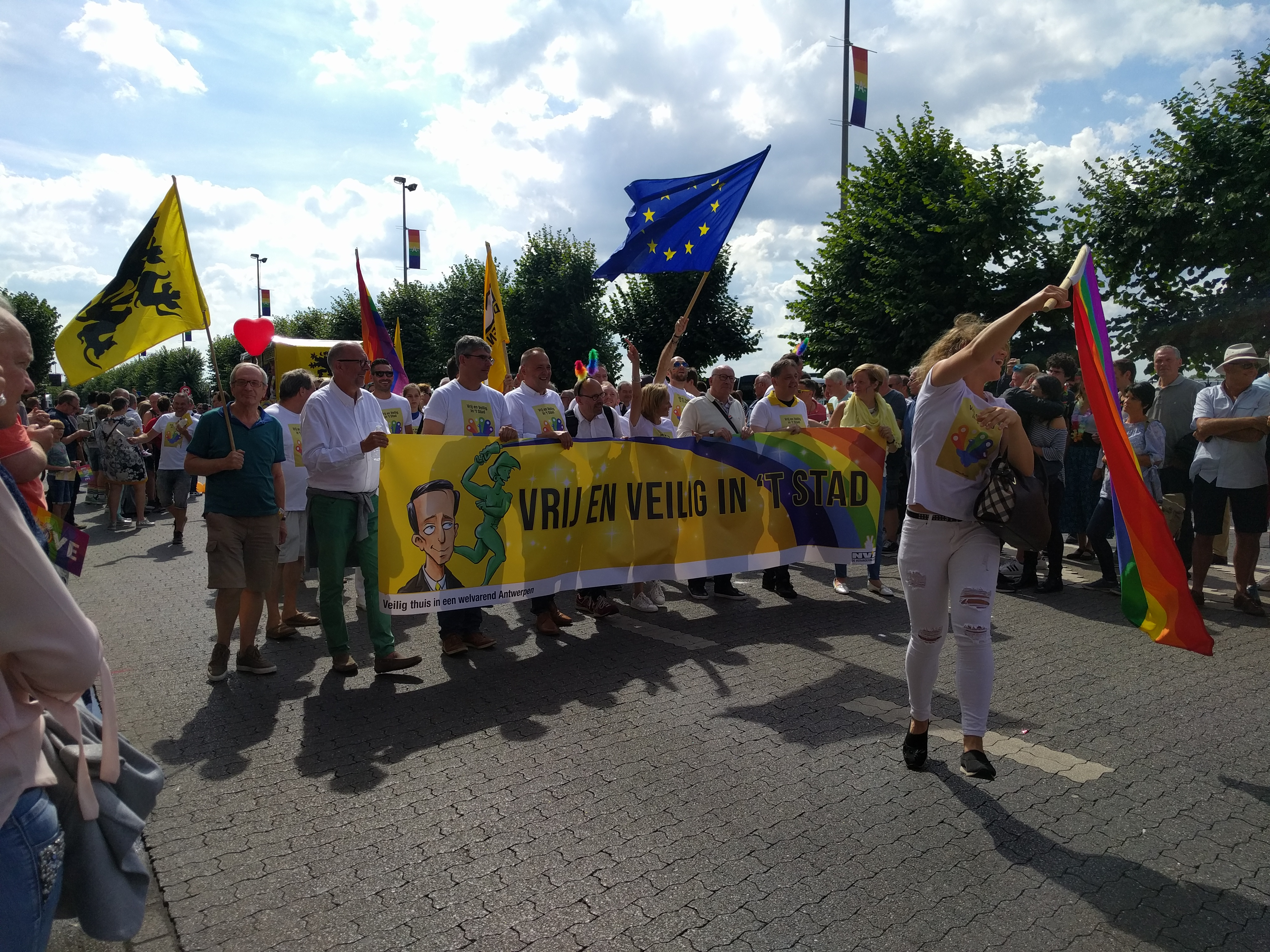
في فخر أنفيرب مع شعار "أحرار وفي أمان في مدينتا"

تدعم الحكومة والأحزاب السياسية الرئيسية حقوق المثليين بشكل عام، باستثناء حزب اليمين المتطرف المصلحة الفلمنكية (Vlaams Belang، المعروفة باسم الكتلة الفلمنكية سابقاً). عند التصويت على مشروع قانون زواج المثليين، صوت كل من أعضاء الحزب الليبرالي والديمقراطي الفلمنكي (VLD) وحزب الشعب المسيحي (CVP / CD & V) والحزب الاشتراكي الوالوني (PS) والحزب الاشتراكي الفلمنكي (sp.a) وحزب الخضر الوالوني وحزب الخضر للفلمنكي وحزب اتحاد الشعب عموما لصالحه ما عدا عدة امتناع، في حين أن الكتلة الفلمنكية وحزب الجبهة الوطنية البلجيكية صوتت ضد، وصوت أعضاء الحزب الديمقراطي الإنساني الوسطي ضده مع العديد من حالات الامتناع عن التصويت، وصوت أعضاء الحركة الإصلاحية في الغالب بضد.
العديد من السياسيين مثليون بشكل علني، وهناك مثالان بارزان هما رئيس وزراء بلجيكا السابق، إليو دي روبو (عن الحزب الاشتراكي الوالوني) وباسكال سميت الوزير السابق للتربية في الحكومة الفلمنكية (في حكومة كريس بيترس الثانية) ووزير الحركة والأشغال العامة الحالي في إقليم بروكسل العاصمة (عن الحزب الاشتراكي الفلمنكي)،  من بين أعضاء البرلمان الفلمنكي ممن هم مثليون بشكل علني، بييت دي بروين (عن حزب الاتحاد الفلمنكي الجديد)، لورين بارايس (عن حزب الاتحاد الفلمنكي الجديد) ورئيس بلدية فيلين إلس روبينس (عن الحزب الاشتراكي الفلمنكي).
في 2 أبريل 2014، وافق البرلمان الفلمندي بالأغلبية في تصويت صوتا لصالح في مقابل عدم تصويت أي عضو ضد مع امتناع 15 عضوا عن التصويت (96–0-15) قرارا قدمه النائب بييت دي بروين (عن حزب الاتحاد الفلمنكي الجديد) وبدعم من جميع الأحزاب السياسية باستثناء المصلحة الفلمنكية، داعيا الحكومة إلى اتخاذ تدابير لدعم وتعزيز قبول المتحوّلين جنسيا في المجتمع.
في انتخابات البرلمان الأوروبي في عام 2014، كانت بترا دي سوتر وهي طبيبة أمراض النساء في مستشفى غنت الجامعي في المرتبة الثانية على قائمة المرشحين عن حزب الخضر، وهي المرة الأولى التي كان فيها أحد الأشخاص البلجيكيين من المتحولين جنسيا البلجيكي مرشحا للبرلمان الأوروبي. تم تعيينها لاحقا عضوة في مجلس الشيوخ البلجيكي.
في أعقاب انتخابات البرلمان الأوروبي لعام 2014، انتقد البعض انظمام حزب الاتحاد الفلمنكي الجديد، وهو أكبر حزب فلمنكي/بلجيكي، وانضم إلى المجموعة البرلمانية للمحافظين الأوروبيين والإصلاحيين، والتي تضم العديد من الأحزاب اليمينية المعارضة لحقوق للمثليين. ولكن حزب الاتحاد الفلمنكي الجديد أكد أنه سيصوت لصالح حقوق المثليين، وجادل بأن هذه كانت فرصة لتغيير آراء أطراف أخرى حول ذلك في تلك المجموعة.

## حراك حقوق المثليين في بلجيكا

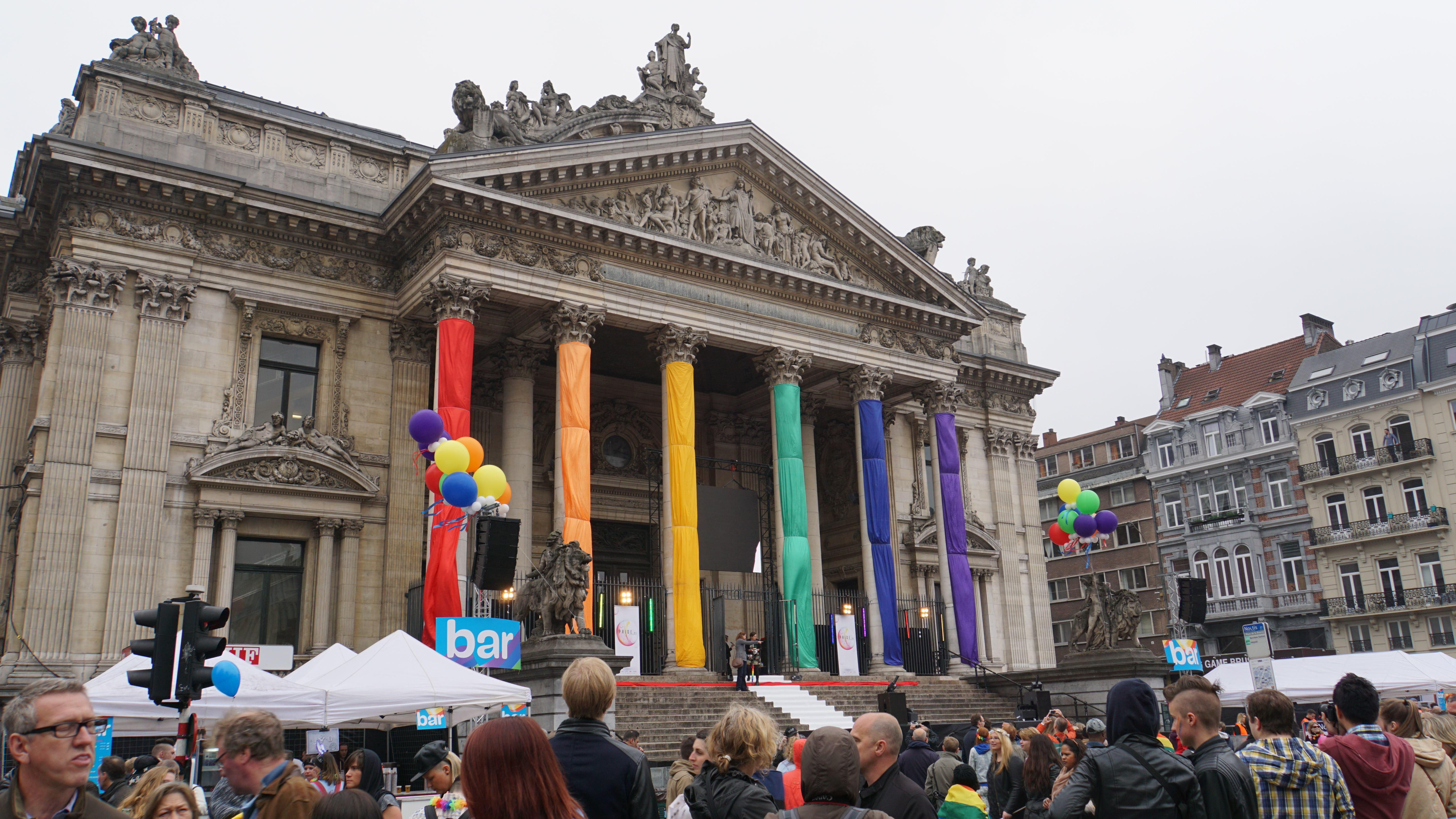
تزيين بورصة بروكسل بألوان علم قوس قزح خلال فخر بروكسل في عام2015.

يتجمع نشطاء حقوق المثليين البلجيكيين في عدة منظمات. العديد منهم جزء من «سافاريا» (بالهولندية: Çavaria) و«شباب ولكن ليس مغايرا» (بالهولندية: Wel Jong Niet Hetero) وهما منظمتان للدفاع عن حقوق المثليين ناطقة بالهولندية في المناطق الفلمنكية وإقليم العاصمة بروكسل في بلجيكا. نظيرتها الناطقة بالفرنسية في المناطق الوالونية وإقليم بروكسل هو اتحاد جمعيات المثليين والمثليات (بالفرنسية: Federation des Associations Gayes et Lesbiennes)‏.
يظهر الحراك البلجيكي لحقوق المثليين بشكل واضح من خلال "مسيرة فخر المثليين والمثليات في بلجيكا" (بالإنجليزية: "BLGP "Belgium Lesbian and Gay)‏ Pride". تقام المسيرات سنويا في العاصمة البلجيكية بروكسل منذ عام 1996، حيث تقام مسيرات مماثلة بشكل متقطع في السنوات السابقة في كل من بروكسل ومدن أخرى. في حين أن المسيرات لها طابع احتفالي، فإنها تستخدم أيضاً لتقديم الأجندة السياسية لحركة المثليين في شكل قائمة من المطالب. تم تحديث القائمة عدة مرات (في الأعوام 1996 و 1999 و 2000 و 2004 و 2005) وتضمنت مطالبًا بالقوانين المناهضة للتمييز ضد المثليين وإدراج تدريس العلاقات المثلية في التربية الجنسية في المدارس الثانوية وحقوق تبني المثليين للأطفال.
في عام 2013، كانت أنتفيرب المدينة المضيفة للنسخة الثالثة من مسابقات آوتغايمز.

## ملخص
| قانونية النشاط الجنسي المثلي                                                             | (منذ عام 1795)                                                   |
| المساواة في السن القانوني للنشاط الجنسي                                                  | (ماعدا بين أعوام 1965–1985)                                      |
| قوانين مكافحة التمييز في التوظيف                                                         | (منذ عام 2003)                                                   |
| قوانين مكافحة التمييز في توفير السلع والخدمات                                            | (منذ عام 2003)                                                   |
| قوانين مكافحة التمييز في جميع المجالات الأخرى (تتضمن التمييز غير المباشر، خطاب الكراهية) | (منذ عام 2003)                                                   |
| قوانين مكافحة أشكال التمييز المعنية بالهوية الجندرية                                     | (منذ عام 2014)                                                   |
| زواج المثليين                                                                            | (منذ عام 2003)                                                   |
| الاعتراف القانوني بالعلاقات المثلية                                                      | (منذ عام 2000)                                                   |
| تبني أحد الشريكين للطفل البيولوجي للشريك الآخر                                           | (منذ عام 2006)                                                   |
| التبني المشترك للأزواج المثليين                                                          | (منذ عام 2006)                                                   |
| يسمح للمثليين والمثليات الخدمة علناً في القوات المسلحة                                    | Yes                                                              |
| الحق بتغيير الجنس القانوني                                                               | (منذ عام 2007)                                                   |
| علاج التحويل محظور على القاصرين                                                          | No                                                               |
| الحصول على أطفال أنابيب للمثليات                                                         | (منذ عام 2007)                                                   |
| الأمومة التلقائية للطفل بعد الولادة                                                      | (منذ عام 2015)                                                   |
| تأجير الأرحام التجاري للأزواج المثليين من الذكور                                         | (محظور على جميع الأزواج بغض النظر عن التوجه الجنسي)              |
| السماح للرجال الذين مارسوا الجنس الشرجي بالتبرع بالدم                                    | / (منذ عام 2017: فترة تأجيلية بعد سنة واحدة من عدم ممارسة الجنس) |